# Hulmaniyya
Els hulmaniyya foren uns sectaris seguidors de les idees d'Abu-Hulman al-Farissí, un persa que havia estudiat a Alep. Va existir al segle ix però es va extingir al segle x.